# 黃思文
黃思文（英語：Wong See-man，1964年10月23日—），香港公務員，現任薪諮會聯合秘書處助理秘書長，職級為高級首席行政主任。黃在1987年加入香港政府任職二級行政主任，曾在2016年至2019年擔任總選舉事務主任，並發生多宗醜聞。黃在上任總選舉事務主任後的首個大型選舉2017年行政長官選舉中，選舉事務處遺失載有1,200名特首選委及全港378萬名選民個人資料的筆記型電腦，事發一年始被公眾得知。
廉政公署在2019年4月時調查2016年香港立法會選舉期間揭發設於葵青區屬新界西選區的聖公會青衣邨何澤芸小學票站遺失選民登記冊，事件引來公眾不滿選舉事務處連番出現重大錯誤。選舉管理委員會最終就事件作獨立調查並在2019年7月發表報告，報告揭發黃並非如他所說對事件不知情，他在早在2018年1月時已透過時任首席選舉事務主任馬笑虹的電郵接獲事件報告。黃在報告發佈前的2019年6月底起休假，同年8月被調職至薪諮會聯合秘書處出任助理秘書長，總選舉事務主任一職懸空至同年7月由首席選舉事務主任黃文超署任。